# Pteropera balachowskyi
Pteropera balachowskyi är en insektsart som beskrevs av Donskoff 1981. Pteropera balachowskyi ingår i släktet Pteropera och familjen gräshoppor. Inga underarter finns listade i Catalogue of Life.